# Кинан, Мэт
Мата’афа «Мэт» Джордж Кинан (англ. Mata'afa "Mat" George Keenan, родился 26 октября 1960) — самоанский регбист, выступавший на позиции замка.

## Биография
Уроженец Островов Кука. Выпускник начальной школы Шервуд и Оклендского университета, выступал за команду Окленда в первенстве новозеландских провинций. Также выступал за самоанскую команду «Марист Сент-Джозеф» и валлийский клуб «Понтипул». В сборную Самоа Кинан был вызван в возрасте 31 года — ранее он планировал сыграть за Новую Зеландию, но из-за травмы так и не попал в основной состав.
6 октября 1991 года Кинан провёл в Кардиффе против Уэльса первую игру за сборную Самоа, которая завершилась сенсационной победой Самоа со счётом 16:13. В игре против сборной Аргентины (победа 35:12) он был удалён с поля, получив красную карточку за драку с аргентинцем Педро Спорледером, который также был удалён с поля. Из-за дисквалификации пропустил четвертьфинальный матч против Шотландии. Последнюю игру провёл 6 августа 1994 года в Сиднее против Австралии в рамках турне по Австралии. В 1992 году сыграл за сборную ирландских легионеров «Айриш Экзайлс».
Супруга — Люсиэнн, двоюродная сестра гребчих Уай-Эллы Уильямс и Роберты Браун. Первая племянница — фотомодель Наталья Шорт, Мисс Острова Кука-2016; вторая племянница — Те Рина Кинан, новозеландская легкоатлетка, метательница диска.